# チョコエッグ一覧
チョコエッグ一覧（チョコエッグいちらん）は、今までに発売されたチョコエッグのシリーズのおまけの一覧である。

## 動物シリーズ
| - 001 ニホンザル - 002 ヤマネ - 003 トキ - 004 テン（冬毛） - 005 オオサンショウウオ - 006 ギフチョウ - 007 クサガメ - 008 ノウサギ - 009 カワセミ - 010 カブトムシ - 011 ニホンカモシカ - 012 メダカ - 013 キツネ - 014 オオクワガタ - 015 オキナワキノボリトカゲ - 016 ヒミズ - 017 スナメリ - 018 ニホンアマガエル - 019 イリオモテヤマネコ - 020 クラカケアザラシ - 021 キビタキ - 022 ラブカ - 023 エトピリカ - 024 イトヨ（陸封型） | - 025 オコジョ - 026 ハシブトガラス - 027 ヒグマ - 028 ムツゴロウ - 029 オビトカゲモドキ - 030 アホウドリ - 031 アカネズミ - 032 トノサマガエル - 033 ゲンジボタル - 034 ニホンカワウソ - 035 シマドジョウ - 036 アカハライモリ - 037 カブトガニ - 038 イヌワシ - 039 ウサギコウモリ - 040 クチベニマイマイ - 041 フクロウ - 042 タヌキ - 043 タガメ - 044 モモンガ - 045 コブシメ - 046 ニホンオオカミ - 047 ビワコオオナマズ - 048 リュウキュウヤマガメ - S ツチノコ 黒 - S ツチノコ 茶 - S ツチノコ 紫 |

| - 049 アカメ - 050 スッポン - 051 タツノオトシゴ - 052 アオウミウシ - 053 アマミノクロウサギ - 054 アユ - 055 オオハクチョウ - 056 オニイトマキエイ - 057 カヤネズミ - 058 トド - 059 クマゲラ - 060 ジンベエザメ - 061 イノシシ（仔） - 062 ヤマセミ - 063 アナグマ - 064 マガモ - 065 セミクジラ - 066 ヌートリア - 067 ミヤコタナゴ - 068 シマヘビ - 069 ハヤブサ - 070 ゲンゴロウ - 071 メグロ - 072 ヤエヤマツダナナフシ - 073 ラッコ - 074 ニホンイシガメ - 075 イトウ - 076 エゾシマリス - 077 ヤンバルクイナ - 078 ウスバカゲロウ（幼虫） - 079 ニタリクジラ - 080 ツキノワグマ - 081 ルリカケス - 082 アカスジキンカメムシ - 083 アカテガニ - 084 オオムラサキ - 085 キジ - 086 アカウミガメ - 087 ニホントカゲ（幼体） - 088 オニヤンマ - 089 ミヤコヒキガエル - 090 ヤクシカ - 091 オオクチバス - 092 ハコエビ - 093 ツバメ - 094 タンチョウ - 095 アカナマダ - 096 ニホンリス（夏毛） - S ツチノコ 黒 - S ツチノコ 茶 - S ツチノコ 紫 ※シークレットのツチノコは第二弾の物とは舌の色で区別する。 | - 097 ニホンイタチ - 098 トノサマバッタ - 099 メガマウス - 100 アライグマ - 101 アユカケ - 102 カンムリカイツブリ - 103 オオダイガハラサンショウウオ - 104 ライチョウ（オス） - 105 キレンジャク - 106 ゼニガタアザラシ - 107 アオミオカタニシ - 108 アズマモグラ - 109 スルメイカ - 110 ムササビ - 111 イシイルカ - 112 アカショウビン - 113 クサフグ - 114 アオバト - 115 カブトエビ - 116 ウミネコ - 117 エラブウミヘビ - 118 モリアオガエル - 119 アカザ - 120 ハタネズミ - S キタダニリュウ 黒 - S キタダニリュウ 茶 - S キタダニリュウ 白 - 121 ツシマヤマネコ - 122 エゾナキウサギ - 123 アカゲラ - 124 カワネズミ - 125 ニホンアカガエル - 126 カマイルカ - 127 オオワシ - 128 エゾリス（冬毛） - 129 ジュゴン - 130 ヤエヤマセマルハコガメ - 131 イボイモリ - 132 アユモドキ - 133 ホシガラス - 134 ニホンマムシ - 135 クロツラヘラサギ - 136 ホンシュウジカ（仔） - 137 ダイトウオオコウモリ - 138 ミズクラゲ - 139 ハクビシン - 140 バン - 141 イシダイ（オス） - 142 グリーンアノール - 143 ケナガネズミ - 144 ルリボシカミキリ - S イリオモテオオヤマネコ イエロー - S イリオモテオオヤマネコ グレー |

| - 001 サバンナヒヒ - 002 インドクジャク - 003 ミイロタテハ - 004 ヘラクレスオオカブト - 005 コノハムシ - 006 タランチュラ - 007 アカメアマガエル - 008 ホウシャガメ - 009 エリマキトカゲ - 010 カエルアンコウ - 011 キンシコウ - 012 イッカク - 013 アオアシカツオドリ - 014 ハチドリ - 015 コンドル - 016 オニオオハシ - 017 メンフクロウ - 018 タスマニアンデビル - 019 マレーバク - 020 トビネズミ - 021 ベローシファカ - 022 ナマケモノ - 023 ゴールデンライオンタマリン - 024 スリカータ（ミーアキャット） - S クリオネ - スクラッチ センザンコウ | - 025 ペレイデスモルフォ - 026 ゴライアスオオツノハナムグリ - 027 ムラサキヨロイバッタ - 028 ハナカマキリ - 029 キオビヤドクガエル - 030 ミツヅノコノハガエル - 031 ライマンナガクビガメ - 032 アカシュモクザメ - 033 マンボウ - 034 ロイヤルプレコ - 035 オオサイチョウ - 036 キーウィ - 037 フクロウオウム - 038 メガネザル - 039 ワオキツネザル - 040 マンドリル - 041 オオアルマジロ - 042 ゲムズボック - 043 オオミミギツネ - 044 リカオン - S アホロートル（ウーパールーパー） - スクラッチ カモノハシ |

| - 001 オオタカ - 002 ミサゴ - 003 ハクトウワシ - 004 アカゲラ - 005 アカショウビン - 006 メジロ - 007 コミミズク - 008 カワセミ - 009 ゴイサギ - 010 コアジサシ - 011 ミツユビカモメ - 012 モズ - 013 ウグイス - 014 スズメ - 015 ルリツグミ - 016 タンチョウ - 017 ブッポウソウ - 018 シジュウカラ - 019 オオハクチョウ - 020 コアホウドリ - S オオタカの飛び立ち | - 001 チワワ ホワイト - 002 ウエルシュ・コーギー・カーディガン レッド&ホワイト - 003 ウエルシュ・コーギー・カーディガン ブラック&ホワイト - 004 柴犬 赤 - 005 柴犬 黒 - 006 ミニチュア・ダックスフント（ロングヘアード）レッド - 007 ミニチュア・ダックスフント（ロングヘアード）ブラック&タン - 008 マルチーズ 純白 - 009 シャム（チョコレート・ポイント） - 010 ラグドール（ブルー・パーティーカラー・ポイント） - 011 ラグドール（シールポイント・バイカラー） - 012 ジャパニーズ・ボブテイル（ブラック&ホワイト） - 013 ブリティッシュ・ショートヘア（ブルー） - 014 ネオンテトラ - 015 ディスカス（ターコイズ） - 016 ディスカス（オリエンタル・ドリーム） - 017 グッピー（シルバーレッド・タキシード） - 018 グッピー（ハーフブラック・レオパード） - 019 ベタ（ブルー） - 020 ベタ（イエロー） - S 日本スピッツ |

### 10周年記念版 日本の動物コレクション
- 001 ニホンザル
- 003 トキ
- 009 カワセミ
- 010 カブトムシ
- 012 メダカ
- 018 ニホンアマガエル
- 027 ヒグマ
- 041 フクロウ
- 061 イノシシ（仔）
- 068 シマヘビ
- 074 ニホンイシガメ
- 083 アカテガニ
- 087 ニホントカゲ（幼体）
- 096 ニホンリス（夏毛）
- 098 トノサマバッタ
- 104 ライチョウ（2種類 彩色違いあり）
- 136 ホンシュウジカ（仔）
- 141 イシダイ
- S ツチノコ（3種類 彩色違いあり）

## ペット動物シリーズ
| - 001 柴犬 赤 - 002 柴犬 ブラック&タン - 003 シャム シールポイント - 004 ブンチョウ 桜文鳥 - 005 ブンチョウ 白文鳥 - 006 アメリカンショートヘア シルバークラッシックタビー - 007 アメリカンショートヘア ブラウンクラッシックタビー - 008 ヒョウモントカゲモドキ ハイイエロー - 009 ウィペット フォーン&ホワイト - 010 ウィペット ブリンドル&ホワイト - 011 フェレット セーブル - 012 フェレット アルビノ - 013 セキセイインコ ノーマル - 014 セキセイインコ ブルー - 015 セキセイインコ ルチノー - 016 ゴールデンハムスター 野生種型 - 017 ゴールデンハムスター 茶&白 - 018 ゴールデンハムスター ベージュ - 019 らんちゅう 黒 - 020 らんちゅう 更紗 - 021 ネザーランドドワーフ 黒 - 022 ネザーランドドワーフ グレー - 023 ネザーランドドワーフ 茶 - 024 ゴールデンレトリバー - 025 ダックスフンド（ミニチュア・ロング）ブラック&タン - 026 ダックスフンド（ミニチュア・ロング）レッド - 027 日本猫 三毛 - 028 日本猫 黒白ぶち - 029 スコティシュフォールド トータシェル&ホワイト - 030 スコティシュフォールド ブラウンマッカレルタビー - 031 ダッチ - 032 チャボ 白 - 033 チャボ ゴイシチャボ - 034 ミドリガメ ノーマル - 035 ミドリガメ アルビノ - S ラブラドール・レトリバー（盲導犬）黒 - S ラブラドール・レトリバー（盲導犬）白 - S ラブラドール・レトリバー（盲導犬）茶 | - 036 ニシキゴイ 紅白 - 037 ニシキゴイ 三色 - 038 ニシキゴイ 黄金 - 039 ベルツノガエル ノーマル - 040 ベルツノガエル アルビノ - 041 ウェルシュ・コーギー - 042 コキンチョウ アカコキンチョウ - 043 コキンチョウ クロコキンチョウ - 044 ペルシャ チンチラシルバー - 045 ペルシャ チンチラゴールド - 046 ペルシャ ブルー&ホワイト - 047 ジャンガリアンハムスター ノーマル - 048 ジャンガリアンハムスター ホワイト - 049 パグ フォーン - 050 パグ ブラック - 051 シナガチョウ ノーマル - 052 シナガチョウ 白 - 053 ロップイヤー ブラウン - 054 ロップイヤー ブラック&ホワイト - 055 ロップイヤー ブラウン&ホワイト - 056 ブルテリア ホワイト - 057 ブルテリア ブリンドル&ホワイト - 058 キエリクロボタンインコ ヤマブキボタン - 059 キエリクロボタンインコ ブルーボタン - 060 キエリクロボタンインコ ルチノー - 061 ディスカス ブラウン - 062 ディスカス レッドライン - 063 ディスカス ソリッドブルー - 064 ヒョウモントカゲモドキ ノーマル - 065 日本猫 雉&白 - S バステト神 黒 - S バステト神 白 - S バステト神 グレー |

| - 001 ロシアンブルー - 002A マンクス 白&茶 - 002B マンクス 白 - 002C マンクス 白&黒 - 003A メインクーン 茶&黒 - 003B メインクーン 白&黒 - 003C メインクーン 黒 - 004 チャウチャウ - 005 ビーグル - 006A ダルメシアン 黒 - 006B ダルメシアン 茶 - 007A プードル 茶 - 007B プードル 白 - 007C プードル 黒 - 007D プードル ベージュ - 007E プードル 灰 - 008A セント・バーナード 茶 - 008B セント・バーナード 濃茶&茶 - S セント・バーナード＋樽（救助犬）茶 - S セント・バーナード＋樽（救助犬）濃茶&茶 - スクラッチ マンクス 白（目の色違い） | - 009 シンガプーラ（セーブルティックドタビー） - 010 エジプシャンマウ（ブラウンスポッテドタビー） - 011A アメリカンカール（レッドクラシックタビー&ホワイト） - 011B アメリカンカール（ブラック） - 012A ラパーマ（ホワイト） - 012B ラパーマ（ブラウンクラシックタビー） - 013A スコティッシュフォールド（クリームスポッテッドタビー） - 013B スコティッシュフォールド（ブルーマッカレルタビー&ホワイト） - 014A ペルシャ（クリーム） - 014B ペルシャ（ライラック&ホワイト） - 015A チン（白茶） - 015B チン（白黒） - 016A シュナウツアー（胡麻） - 016B シュナウツアー（黒） - 017A ラフコリー（セーブル） - 017B ラフコリー（トライカラー） - 018A ドーベルマン（黒） - 018B ドーベルマン（ブルーマール） - 019A ボクサー（フォーン） - 019B ボクサー（ブリンドル） - S 日本テリア（白黒） - スクラッチ ブルドッグ 白 - スクラッチ ブルドッグ 白茶 - スクラッチ ブルドッグ ブリンドル |

## チョコエッグクラシック
- 003c トキ
- 007c クサガメ
- 010c カブトムシ
- 011c ニホンカモシカ
- 012c メダカ
- 016c ヒミズ
- 018c ニホンアマガエル
- 023c エトピリカ
- 031c アカネズミ
- 040c クチベニマイマイ
- 041c フクロウ
- 042c タヌキ
- 046c ニホンオオカミ
- 047c ビワコオオナマズ
- 048c リュウキュウヤマガメ
- 052c アオウミウシ
- 054c アユ
- 055c オオハクチョウ
- 059c クマゲラ
- 061c イノシシ（仔）
- 064c マガモ
- 078c ウスバカゲロウ（幼虫）
- 091c オオクチバス
- 094c タンチョウ
- S ツチノコ（アルビノ）

## メルヘンシリーズ
| - 001 弟ぶた - 002 2番目のお兄さんぶた - 003 1番目のお兄さんぶた - 004 レンガの家 - 005 木の家 - 006 わらの家 - 007 オオカミ - 008 はげしく息を吐くオオカミ - 009 たるの中の弟ぶた - 010 お母さんぶた - 011 ドロシー - 012 トト - 013 かかし - 014 ブリキの木こり - 015 ライオン - 016 南の国の魔女 - 017 北の国の魔女 - 018 空飛ぶサル - 019 西の国の魔女 - 020 オズ大王 - スクラッチ 魔法使いに心をもらうブリキの木こり | - 021 御所人形 - 022 文楽人形 - 023 市松人形 - 024 ベビーカーとベビードール（コンポジションドール） - 025 赤ちゃん（セルロイドドール） - 026 手に花を持つ少女 - 027 アメリカンレンチドール - 028 アメリカンチャイナドール - 029 創作人形（グレースモデル） - 030 ブリュ・ジュン - 031 バイオリンを持つ子 - 032 ジュモーモデル - 033 パリアンドール - 034 ビスクドール・モデル1 - 035 ビスクドール・モデル2 - 036 フラーティ・ドール（女の子） - 037 フラーティ・ドール（男の子） - 038 水兵さんのダンス - S アメリカに渡った日本人形 - スクラッチ テイト・ジュモー |

## ディズニーシリーズ
| - 1 ミッキーマウス - 2 プルート - 3 ティガー - 4 白雪姫 - 5 王子 - 6 グランピー - 7 スニージー - 8 スリーピー - 9 ドーピー - 10 ドッグ - 11 バッシュフル - 12 ハッピー - 13 ウェンディー - 14 ジョン - 15 マイケル - 16 ナナ - 17 ビアンカ - 18 バーナード - 19 ジェイク - 20 ウィルバー - 21 ジョアンナ - 22 パブロ - 23 マイロ・ジェームス・サッチ - 24 プリンセス・キーダ - S 白雪姫（毒りんご） | - 25 ミニーマウス - 26 デイジーダック - 27 ピグレット - 28 シンデレラ - 29 プリンス - 30 フェアリー・ゴッドマザー - 31 ジャック - 32 ガス - 33 馬車 - 34 ピーターパン - 35 フック船長 - 36 スミー - 37 クロコダイル - 38 レディ - 39 トランプ - 40 サイ&アム - 41 ジョック - 42 トラスティ - 43 ペドロ - 44 アリエル - 45 アースラ - 46 トリトン王 - 47 フランダー - 48 セバスチャン - S ガラスのくつ |

| - 1 ミッキーマウス - 2 ミニーマウス - 3 ドナルドダック - 4 くまのプーさん - 5 チップ - 6 デール - 7 バンビ - 8 とんすけ - 9 チシャネコ - 10 スティッチ - 11 エンジェル - S ミッキーマウス（蒸気船ウィリー） | - 12 ミッキーマウス - 13 ミニーマウス - 14 野獣（王子） - 15 ベル - 16 プルート - 17 マレフィセント - 18 ティガー - 19 デイジーダック - 20 ティンカー・ベル - 21 ピグレット - 22 アリス - S ミッキーマウス（プレーンクレイジー） |

| - 23 ミッキーマウス - 24 ミニーマウス - 25 ラルフ - 26 ヴァネロペ - 27 アリエル - 28 ダスティー - 29 マリー - 30 マックス - 31 ラプンツェル +32 ジャック・スケリントン - 33 カモノハシペリー - S ミッキードール | - 34 ミッキーマウス（カラーと白黒の2種類） - 35 ミニーマウス（カラーと白黒の2種類） - 36 ドナルドダック - 37 デイジーダック - 38 アナ - 39 エルサ - 40 ダスティ - 41 キャプテン・ジャック・スパロウ - 42 シンデレラ - 43 くまのプーさん - 44 エージェントP - S ミッキーの魔法使いの弟子 |

| - 45 ミッキーマウス（ツムツム） - 46 ミッキーマウス（ツムツム） - 47 サリー（ツムツム） - 48 とんすけ（ツムツム） - 49 ミスバニー（ツムツム） - 50 チップ（ツムツム） - 51 デール（ツムツム） - 52 エルサ - 53 ベイマックス - 54 ヒロ - 55 アースラ - 56 スティッチ - 57 シンデレラ+ガラスの靴 - S ミッキーマウス（シークレットver.） | - 58 ミッキーマウス（ツムツム）（彩色違いあり） - 59 ドナルドダック（ツムツム）（彩色違いあり） - 60 デイジーダック（ツムツム）（彩色違いあり） - 61 くまのプーさん（ツムツム）（彩色違いあり） - 62 マイク（ツムツム） - 63 ロッツォ（ツムツム） - 64 エイリアン（ツムツム） - 65 ペリー - 66 シンバ - 67 ゼロ - 68 女王（魔女） - 69 アリエル+セバスチャン - 70 白雪姫+りんご - S1 ミニーマウス（ダブルピースポーズ） - S2 ミッキーマウス（目がハート） |

| - 71 ミッキーマウス - 72 ミニーマウス - 73 ヒューイ・デューイ・ルーイ（どれか一つ） - 74 ジーニー - 75 ニック・ワイルド - 76 テインカーベル - 77 フック船長 - 78 オーロラ姫+バラ（彩色違いあり） - 79 ラプンツェル＋パスカル - 80 クルエラ （ツムツム） - 81 アリス（ツムツム） - 82 チエシャ猫（ツムツム） - 83 オラフ（ツムツム）（彩色違いあり） - S オズワルド | - 84 ミッキーマウス - 85 ミニーマウス - 86 ドナルドダック - 87 デイジーダック - 88 プルート - 89 ベル+魔法のバラ - 90 野獣 - 91 ジャスミン+魔法のランプ - 92 ジャファー - 93 くまのプーさん - 94 ヤングオイスター - 95 ピグレット（ツムツム） - 96 ダンボ（ツムツム） - 97 マリー （ツムツム） - 98 ベイマックス（ツムツム） - S ミッキーマウス（ミッキーの魔術師ver.） |

| - 99 ミニーマウス - 100 ミッキーマウス - 101 パッチ - 102 クルエラ - 103 アリス+ダイナ - 104 ハートの女王 - 105 モアナ+オール - 106 ドナルドダック - 107 デイジーダック - 108 チップ - 109 デール - 110 くまのプーさん - 111 スティッチ (ツムツム) - 112 イーヨー(ツムツム) - 113 ハム (ツムツム) - S ミッキー&ミニー | - 01 ミッキーマウス - 02 ミニーマウス - 03 ドナルドダック - 04 デイジーダック - 05 アリス - 06 白うさぎ - 07 ヤングオイスター - 08 レディ - 09 トランプ - 10 とんすけ - 11 ミス・バニー - 12 マイク - 13 サリー - S ミッキーマウス（クリアバージョン） |

| - 01 ミッキーマウス【野球選手】 - 02 ミッキーマウス【探偵】 - 03 ミニーマウス【パティシエ】 - 04 ミニーマウス【探検家】 - 05 ドナルドダック【シェフ】 - 06 ドナルドダック【画家】 - 07 デイジーダック【ファッションモデル】 - 08 デイジーダック【ナース】 - 09 グーフィー【パイロット】 - 10 プルート【郵便屋】 - 11 チップ【船乗り】 - 12 デール【船乗り】 - 13 スティッチ【マジシャン】 - S ミッキーマウス【映画監督】 | - 1 ミッキーマウス - 2 ミニーマウス - 3 ドナルドダック - 4 デイジーダック - 5 グーフィー - 6 プー - 7 アリエル - 8 エルサ - 9 スティッチ - 10 オラフ - 11 ジーニー - 12 女王 - 13 サリー - 14 バズ・ライトイヤー - 15 ジュディ・ホップス - 16 モカ - S1 ミッキー&リトルベッド - S2 ミニー&リトルベッド |

## アナと雪の女王2
- 1 エルサ①
- 2 アナ①
- 3 エルサ②
- 4 エルサ＆ノック
- 5 エルサ③
- 6 アナ②
- 7 エルサ＆アナ
- 8 クリストフ
- 9 オラフ①
- 10 オラフ②
- 11 スヴェン
- 12 サラマンダー
- 13 アース・ジャイアント
- S1 アナ（幼少期）

## ディズニー/ピクサーシリーズ
| - 01 ウッディ - 02 ジェシー - 03 エイリアン（ポーズ違い2種あり） - 04 レックス - 05 ハム - 06 ザーク - 07 サリー - 08 マイク - 09 ブー - 10 ニモ - 11 ドリー - S バズ・ライトイヤー | - 1 マックイーン（彩色違いあり） - 2 メーター - 3 ルイジ - 4 ブルズアイ - 5 ロッツォ・ハグベア - 6 グリーン アーミーメン（ポーズ違い2種あり） - 7 クラッシュ - 8 ブルース - 9 キャプテン - 10 イヴ - 11 ウォーリー - S2 ドック・ハドソン |

| - 23 サリー - 24 マイク - 25 スクイシー - 26 アート - 27 ウッディ - 28 ドーリー - 29 エイリアン(リトル・グリーン・メン)（ポーズ違い2種有り） - 30 ライトニング・マックイーンホーク - 31 メリダ - 32 ニモ - 33 Mr.インクレディブル - S3 ミニバズ | - 34 ウッディ - 35 バズ・ライトイヤー - 36 ジェシー - 37 ボー・ピープ - 38 ドリー - 39 ニモ - 40 ハンク - 41 デスティニー - 42 スポット - 43 アーロ - 44 サリー（顔パーツ2個入り） - 45 ランドール・ボッグス - 46 イエティ - 47 マックイーン（シルバーレーサー） - 48 カール・フレドリクセン - S4 ちびっこマイク |